# 船曳真珠
船曳 真珠（ふなびき しんじゅ、1982年 - ）は、日本の映画監督。東京都出身。父は、文化人類学者の船曳建夫。母は、デザイン・コンサルタントの船曳鴻紅。

## 経歴
映画美学校第7期フィクション・コース高等科修了。東京大学文学部美学芸術学科卒業。東京藝術大学大学院映像研究科修了。
2000年に監督した『山間無宿』が調布映画祭ショートフィルム・コンペティションにてグランプリを受賞する。2008年、彼女の手がけた「夕映え少女」を含むオムニバス映画『夕映え少女』が公開される。2009年、川島海荷主演の『携帯彼氏』で長編映画監督デビューを果たす。

## フィルモグラフィー

### 映画
- 山間無宿（2000年） - 監督
- 三人打ち（2004年、監督：金鋼浩) - 美術[7]
- 飛べない空（2005年） - 監督[8]
- SOLARIS（2007年、監督：濱口竜介) - 特撮[9]
- 夢十夜 海賊版「第五夜」（2007年) - 監督[10]
- 夕映え少女「夕映え少女」（2008年） - 監督[11]
- 錨を投げろ（2008年） - 監督・脚本[12][4]
- 携帯彼氏（2009年） - 監督
- 桃まつり presents うそ「テクニカラー」（2010年） - 監督・脚本・編集[13]
- マイ・バック・ページ（2011年、監督：山下敦弘） - メイキング「Our Back Page」の撮影・演出[注 1]
- くるみ割り人形（2014年、監督：増田セバスチャン） - 脚色

### オリジナルビデオ
- 立入禁止〜入ったら死ぬ!?呪われた五編〜（2016年） - 監督・脚本

### テレビドラマ
- ジャックフロスト（2023年） - 脚本